# MS Kopalnia Borynia
MS Kopalnia Borynia – jeden z bliźniaczych masowców zbudowanych dla PŻM w Stoczni Szczecińskiej w latach 1989–1990; obecnie pływa pod banderą maltańską. Statek nosi imię KWK Borynia.
Podstawowe dane jednostki:
- długość (LOA): ~133 m
- szerokość: ~19,4 m
- moc maszyn głównych: 3810 kW
- nośność (SDWT): ~11 715 DWT
- zanurzenie konstrukcyjne: ~8,3 m
- rok budowy: 1989

Statek wyposażony jest w pięć ładowni i pięć żurawi ładunkowych o udźwigu: 1 × 12,5 t oraz 4 × 16 t.
Do tej serii statków należą również:
- MS Kopalnia Halemba
- MS Kopalnia Rydułtowy
- MS Kopalnia Ziemowit